# استفان لارشن
استفان لارشن (به سوئدی: Stefan Larsson) (زاده ۱۹۷۴) کارآفرین، بازرگان و مدیر ارشد اجرایی سوئدی است، که در حال حاضر به‌عنوان مدیر عامل اجرایی شرکت رالف لورن کورپوریشن فعالیت می‌کند.